# K리그 구단 목록
다음은 1983년부터 시작된 K리그에 참가한 구단들이다. 
1부 리그인 K리그1과 2부 리그인 K리그2에 소속되어 있거나, 과거에 존재했던 구단들의 목록이다. K리그1 2025 시즌에 참가하는 구단은 굵은 글씨로 표시되어 있다. 현재까지 총 33개의 구단이 K리그에 참가했다.
| 구단               | 총 시즌 | 창단             | 참가 시즌 | 소속 리그 |
| ------------------ | ------- | ---------------- | --------- | --------- |
| 강원 FC            | 15      | 2008년 12월 18일 | 2009-     | K리그1    |
| 경남 FC            | 18      | 2006년 1월 17일  | 2006-     | K리그2    |
| 고양 자이크로 FC   | 4       | 1999년 4월 3일   | 2013-2016 | 해체      |
| 국민은행 축구단    | 2       | 1969년 9월 29일  | 1983-1984 | 해체      |
| 광주 FC            | 14      | 2010년 12월 16일 | 2011-     | K리그1    |
| 대구 FC            | 21      | 2002년 12월 26일 | 2003-     | K리그1    |
| 대전 하나 시티즌   | 27      | 1997년 3월 12일  | 1997-     | K리그1    |
| 부산 아이파크      | 43      | 1979년 11월 22일 | 1983-     | K리그2    |
| 부천 FC 1995       | 11      | 2007년 12월 1일  | 2013-     | K리그2    |
| 상무 축구단        | 1       | 1984년 1월 11일  | 1984      | 해체      |
| 상주 상무          | 10      | 2011년 2월 26일  | 2011-2020 | 해체      |
| 김천 상무          | 4       | 2020년 12월 8일  | 2021-2023 | K리그1    |
| FC 서울            | 41      | 1983년 12월 22일 | 1984-     | K리그1    |
| 서울 이랜드 FC     | 9       | 2014년 4월 14일  | 2015-     | K리그2    |
| 성남 FC            | 35      | 1989년 3월 18일  | 1989-     | K리그2    |
| 수원 FC            | 11      | 2003년 3월 15일  | 2013-     | K리그1    |
| 수원 삼성 블루윙즈 | 28      | 1995년 12월 15일 | 1996-     | K리그2    |
| 아산 무궁화        | 2       | 2017년 1월 16일  | 2017-2019 | 해제      |
| 안산 무궁화        | 4       | 1996년 3월 29일  | 2013-2016 | 해체      |
| 안산 그리너스 FC   | 7       | 2017년 2월 21일  | 2017-     | K리그2    |
| FC 안양            | 11      | 2013년 2월 2일   | 2013-     | K리그1    |
| 울산 현대          | 41      | 1983년 12월 6일  | 1984-     | K리그1    |
| 인천 유나이티드    | 22      | 2003년 12월 12일 | 2004-     | K리그2    |
| 전남 드래곤즈      | 30      | 1994년 12월 16일 | 1995-     | K리그2    |
| 전북 버팔로        | 1       | 1994년 3월 18일  | 1994      | 해체      |
| 전북 현대 모터스   | 30      | 1994년 12월 12일 | 1995-     | K리그1    |
| 제주 유나이티드    | 43      | 1982년 12월 17일 | 1983-     | K리그1    |
| 충주 험멜          | 6       | 1999년 12월 9일  | 2013-2016 | 해체      |
| 천안 시티 FC       | 2       | 2008년 1월 9일   | 2023-     | K리그2    |
| 충남 아산 FC       | 5       | 2019년 12월 27일 | 2020-     | K리그2    |
| 포항 스틸러스      | 43      | 1973년 4월 1일   | 1983-     | K리그1    |
| 한일은행           | 3       | 1970년 2월 6일   | 1984-1986 | 해체      |
| 할렐루야           | 3       | 1980년 12월 20일 | 1983-1985 | 해체      |
| 화성 FC            | 0       | 2013년 1월 23일  | 2025-     | K리그2    |

1. 한국프로축구연맹은 연고지 이전과 상관 없이 현재 구단이 해당 전신 구단의 역사와 기록을 승계하는 것을 공식 통계 원칙으로 하고 있다.
2. 현재 K리그에 참가하지 않는 구단은 참가 당시의 명칭을 사용한다.
3. 할렐루야, 국민은행 축구단의 연고지는 각각 강원도+충청도, 전라도였지만, 1984-1986 시즌은 사실상 지역 연고지 제도 미시행 기간이므로 기울인 글씨체로 기재한다.
4. 전북 버팔로는 1994 시즌에 참가했으나 자금난으로 시즌을 마치고 해체되었으며, 이후 현대자동차가 선별적으로 선수단을 흡수하여 전북 다이노스를 창단하였다. 한국프로축구연맹에서는 전북 버팔로를 해체한 구단으로 규정하며 공식적으로 두 구단을 별개의 구단으로 보고 있다.
5. 상주 상무의 경우 군팀 특수성으로 인해 상무에서 특정 지역 연고 축구단에 선수들을 공급하는 개념으로 처리하여 과거 K리그에 참가했던 1985년 상무 축구단, 2003-2010년의 광주 상무 축구단, 2011년부터 참가하고 있는 상주 상무의 기록이 각각 분리되었으며 상주 상무는 2011년도 신생구단으로 처리되었다.